# Hughes H-1 Racer
Lo Hughes H-1 Racer era un monomotore da competizione monoplano ad ala bassa realizzato dall'azienda statunitense Hughes Aircraft nel 1935 allo scopo di conquistare il primato di velocità per aerei della sua categoria.

## Storia del progetto
Durante le riprese del film Gli angeli dell'inferno, Howard Hughes incaricò Glenn Odekirk di supervisionare la flotta di oltre 100 aerei utilizzati nella produzione. I due avevano un comune interesse per l'aviazione e pianificarono di costruire un velivolo in grado di conquistare un primato mondiale.
Il progetto ebbe inizio nel 1934 realizzando un grande modello in scala, approssimativamente lungo dai due ai tre piedi (0,6-1,2 m), che venne testato nella galleria del vento del California Institute of Technology (Caltech) rivelando la potenzialità di poter raggiungere i 365 mph (587 km/h).
L'aereo, che ebbe molte diverse denominazioni, è comunemente conosciuto come H-1 e fu il primo velivolo prodotto dalla Hughes Aircraft.

## Tecnica
L'H-1 Racer era un velivolo dall'aspetto rivoluzionario per l'epoca; monomotore, monoplano ad ala bassa con carrello completamente retrattile, che dava all'aereo una forma slanciata ed elegante. Inoltre nella costruzione del modello vennero introdotte alcune raffinatezze tecnologiche che sarebbero state utilizzate solamente diversi anni più tardi.
La fusoliera era realizzata interamente in metallo e caratterizzata dall'adozione di una tecnica che prevedeva il rivestimento lavorante in alluminio completamente liscio grazie a speciali rivetti a filo. Presentava un abitacolo singolo completamente chiuso posto sulla parte centrale, all'altezza del raccordo della radice alare. Posteriormente terminava in un impennaggio tradizionale monoderiva caratterizzato dai piani orizzontali montati a sbalzo.
La velatura era del tipo monoplana, con piano alare montato basso e a sbalzo, caratterizzato da un sensibile spessore e angolo di diedro positivo. Il progetto prevedeva due tipi di semiali intercambiabili, che si differenziavano essenzialmente per il diverso valore di apertura e ottimizzate per il tipo di primato che si voleva ottenere.
Il carrello d'atterraggio era biciclo classico integrato da un pattino d'appoggio posteriore ma, anche questa soluzione tecnica allora all'avanguardia, completamente retraibile idraulicamente sia anteriormente che posteriormente.
La propulsione era affidata ad un motore Pratt & Whitney R-1535 Twin Wasp Junior, un radiale doppia stella a 14 cilindri raffreddato ad aria dalla cilindrata di 25,2 L (1 535 in³). Originariamente l'unità esprimeva una potenza 700 hp (521 kW) ma venne modificata incrementandone le prestazioni fino a raggiungere i 1 000 hp (750 kW).

## Impiego operativo
L'H-1 venne portato in volo per la prima volta nel 1935 ed alla sua prima uscita riuscì ad abbattere il precedente primato di velocità per velivoli terrestri: con lo stesso Hughes ai controlli, riuscì a raggiungere 352 mph (566 km/h), una media ottenuta dopo 4 passaggi. Hughes apparentemente iniziò il suo tentativo con poco carburante a bordo e fu costretto ad un atterraggio di emergenza per esaurimento dello stesso senza incorrere comunque in gravi danni né a se stesso né al velivolo. Il suo unico commento una volta uscito dall'abitacolo fu: "We can fix her, she'll go faster". A quel tempo, il primato mondiale di velocità per idrovolanti era stato fissato a 709,202 km/h dal maresciallo Francesco Agello ai comandi del Macchi-Castoldi M.C.72 il 23 ottobre 1934.
Hughes successivamente introdusse delle modifiche di minore entità allo scopo di ottimizzare utilizzare l'H-1 Racer per il tentativo di stabilire un record di velocità transcontinentale. La caratteristica maggiormente evidente fu l'adozione di una nuova ala dalla maggiore apertura che gli conferì un minore carico alare. Il 19 gennaio 1937, un anno e mezzo dopo il suo precedente primato, Hughes stabilì un nuovo record di velocità in volo non stop transcontinentale, partendo da Los Angeles e raggiungendo New York in 7 ore, 28 minuti e 25 secondo, battendo il precedente primato di circa 2 ore, con una media oraria di 322 mph (518 km/h).
Dato che la configurazione alare normalmente utilizzata dai velivoli allora in servizio era biplana, Hughes ritenne possibile che potesse suscitare un interesse da parte della United States Army Air Forces (USAAF) nel dotarsi di una nuova generazione di caccia basati sulla tecnologia monoplana utilizzata per il suo H-1 Racer. Gli sforzi per convincere i vertici dell'esercito per l'acquisto dei suoi progetti si conclusero però in un nulla di fatto. Nel dopoguerra, durante la sua apparizione al congresso in seguito alle accuse di corruzione, Hughes ebbe a dichiarare che la resistenza al design innovativo è stato la base per il rifiuto della USAAF H-1: "Ho cercato di vendere l'aereo all'Esercito, ma lo hanno rifiutato perché a quel tempo l'Esercito non riteneva che un monoplano a sbalzo fosse idoneo per un caccia... ".
Alcuni studiosi di storia dell'aviazione sostengono che l'H-1 abbia effettivamente ispirato il progetto di alcuni caccia equipaggiati da un motore radiale quali lo statunitense Republic P-47 Thunderbolt ed il tedesco Focke-Wulf Fw 190. Al termine della seconda guerra mondiale Hughes dichiarò anche che "era abbastanza evidente a tutti che il caccia giapponese Mitsubishi A6M Zero era stato copiato dallo Hughes H-1 Racer", certezza derivata dall'esame del disegno della pianta alare, dell'impennaggio ed altre similarità generali tra lo Zero ed il suo aereo. A questa tesi ribatté con decisione Jirō Horikoshi, progettista della Mitsubishi e padre dello Zero, dichiarando a sua volta che il suo progetto ed in generale i caccia giapponesi dell'epoca non furono in alcun modo influenzati dallo Hughes H-1..
Lo Hughes H-1 Racer è presente nel film del 1940 Men Against the Sky, della RKO Radio Pictures.

## Livree e matricole
Le due configurazioni avevano in comune la fusoliera in metallo lucido mentre le semiali erano dipinte. Vari documenti, tra cui un articolo del TIME datato 23 settembre 1935, affermano che la prima versione, quella dalla minore apertura alare, aveva le semiali dipinte di rosso mentre il velivolo è pressoché sempre rappresentato con le semiali dipinte in blu, tipiche della versione a maggior apertura alare. Il particolare è poco conosciuto in quanto le foto fatte negli anni trenta erano in bianco e nero; il modello venne rappresentato dai mass media e nel film The Aviator con le ali dipinte in blu.
Nel tempo venne cambiata anche la rappresentazione grafica della matricola civile del velivolo passando dalla scritta "NR258Y" alla successiva "NX258Y", per adottare semplicemente "R258Y". Esistono diverse foto di un periodo in cui la "X" venne dipinta direttamente sulla parte superiore della "R". Si afferma inoltre che il colore del codice alfanumerico della registrazione al momento dell'impostazione del record sia stato dipinto in bianco. Hughes ridipinse in seguito la sigla in colore giallo, come è ora presente nell'esemplare esposto al museo, per similarità al colore del logo della sua azienda.

## Esemplari attualmente esistenti
L'originale H-1 Racer venne donato allo Smithsonian nel 1975 ed è ora esposto al pubblico presso il National Air and Space Museum.

### Replica
Una replica in scala 1:1 dell'H-1 è stata realizzata da Jim Wright a Cottage Grove, nell'Oregon, e portata in volo per la prima volta nel 2002. Il 4 agosto 2003, dopo il successo della presentazione della replica al AirVenture 2003 di Oshkosh, nel Wisconsin, il velivolo, ai comandi dello stesso Wright, ebbe un grave incidente causando la morte del pilota.
Wright, prima dell'incidente, dichiarò ai giornalisti locali che mentre era in viaggio dall'Oregon, atterrò presso la pista di Gillette, in Wyoming, per fare rifornimento e che nel tragitto ebbe dei problemi ("gear problems") mentre era in volo.
Tuttavia prese regolarmente il volo alla manifestazione precipitando, circa un'ora più tardi, poco a nord del celebre Old Faithful Geyser, del Yellowstone National Park. La replica, che era previsto fosse utilizzata durante le riprese del film The Aviator, rimase completamente distrutta. La commissione di inchiesta incaricata di stabilire le cause dell'incidente dichiarò che 
si individuò il problema in un guasto ad un contrappeso dell'elica a passo fisso.
 
Il 17 dicembre 2003, l'aeroporto di Cottage Grove venne dedicato alla memoria di Jim Wright.

## Curiosità
L'H-1 Racer è il velivolo che appare nella locandina del film The Aviator ed uno dei velivoli citati nell'opera che ripercorre la vita e le stravaganze del magnate Howard Hughes. Nella sequenza che riproduce il tentativo di record ai comandi dello stesso Hughes, conclusosi con l'atterraggio forzato in un terreno coltivato, il velivolo era una riproduzione per mezzo della computer grafica

### Riviste
- Don Dwiggins, Howard Hughes' H-1: The Search for the Fastest Plane in the World, in Air Classics, Volume 12, No. 3, marzo 1976.
- Hal Drake, Howard Hughes was a Liar!, in Air Classics, Volume 12, No. 9, settembre 1976.
- George J. Marrett, The Racer, in Wings, Volume 34, No. 12, dicembre 2004.